# 乌克兰塞契步枪军

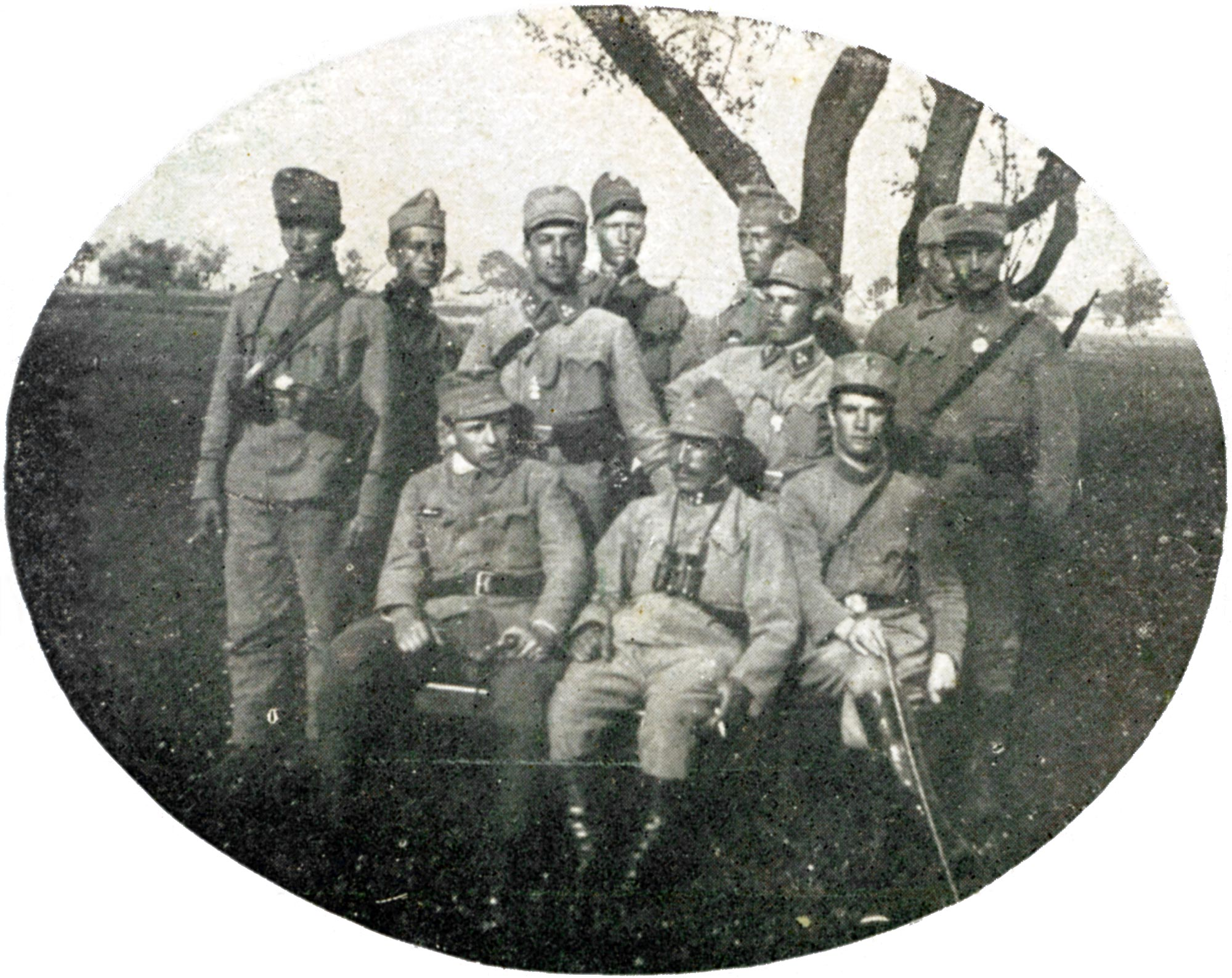
乌克兰塞契步枪军

乌克兰塞契步枪军（乌克兰语：Українські cічовістрільці）是奧匈帝國陸軍中的一支乌克兰人部队，曾参与第一次世界大战。
1914年8月，乌克兰塞契步枪军由此成立。该部队兵员出自加利西亚地区的多个乌克兰准军事组织，曾在前线與俄羅斯帝國作战。1918年，在德国和奥地利占领乌克兰期间，该部队驻扎在乌克兰南部。一战结束后，奥匈帝国解体，该部队成为西烏克蘭人民共和國的一部分。1919年，乌克兰塞契步枪军併入烏克蘭加利西亞軍。